# Muhammad Ajjub
Muhammad Ajjub ibn Muhammad Jusuf ibn Sulejman `Umar (arab. محمد أيوب بن محمد يوسف بن سليمان عمر, ur. w 1952 roku w Mekce, zm. 16 kwietnia 2016 w Medynie) – saudyjski imam pochodzenia birmańskiego, recytator Koranu. Pełnił funkcję imama w Meczecie Proroka w Medynie i był jednym z nasłynniejszych recytatorów Koranu zarówno w Arabii Saudyjskiej, jak i w islamskim świecie.

## Biografia
Jego ojciec pochodził z Birmy. Wyemigrował do Mekki w obawie przed represjami birmańskich muzułmanów. 
W wieku 13 lat Muhammad zapamiętał cały Koran. Uczył się u wielu szejków i uczonych w Medynie różnych rodzajów nauk prawnych oraz szariatu na Uniwersytecie Islamskim w Medynie, z którego w 1976 roku uzyskał licencjat, a w 1985 roku doktorat.
W roku 1990 został imamem Meczetu Proroka, jednak w 1997 roku został usunięty z tego stanowiska. Następnie pełnił funkcję imama w Meczecie Kuba oraz profesora na Uniwersytecie Islamskim do przejścia na emeryturę w 2014 r.
Odbywał podróże m.in. do Indii, Senegalu, Turcji, Pakistanu i Malezji, ucząc tam języka arabskiego.